# John Haigh

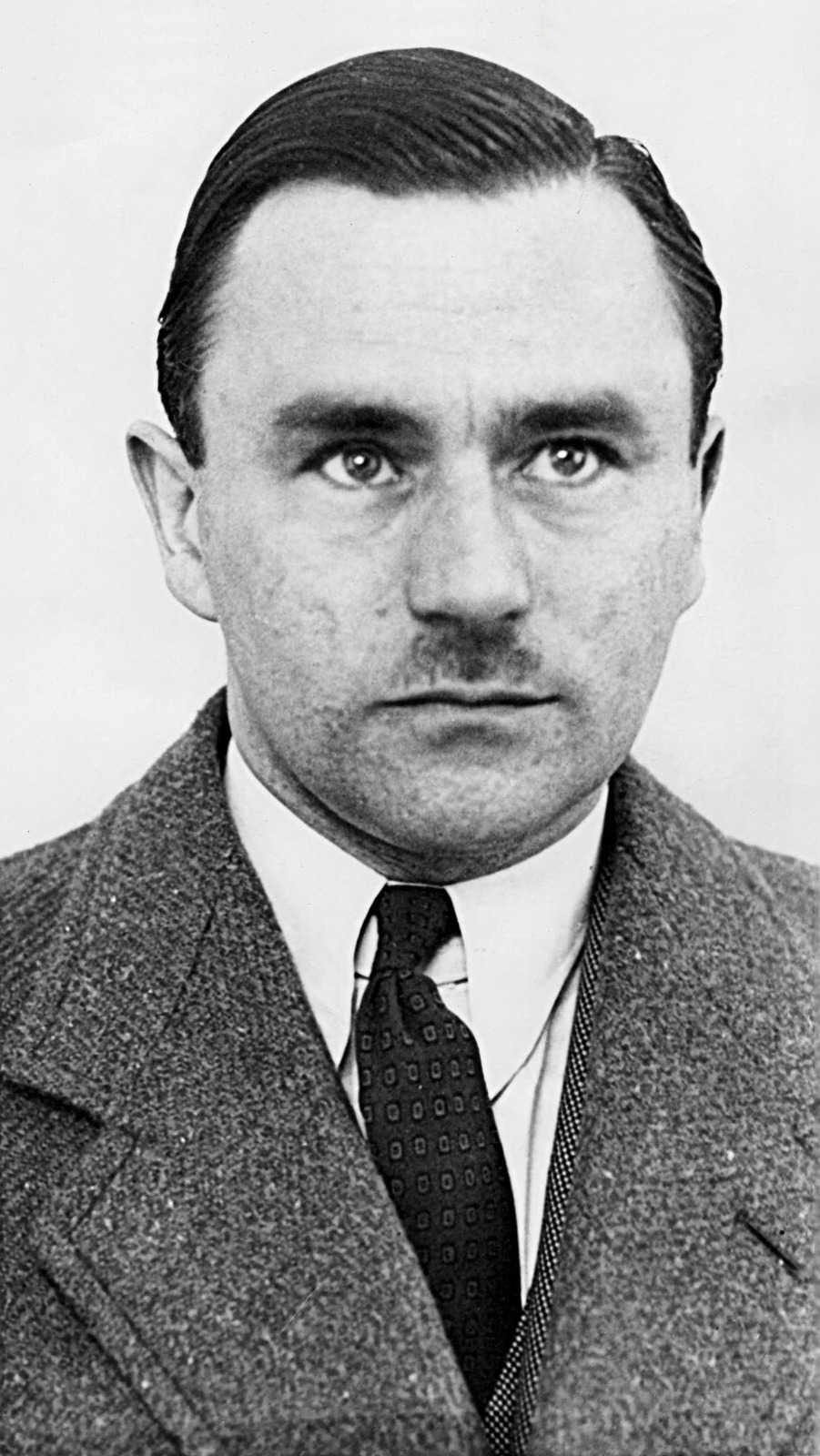
John George Haigh

John George Haigh (* 24. Juli 1909 in Stamford (Lincolnshire); † 10. August 1949 in London) war ein britischer Serienmörder. Er ist als der „Säurebadmörder“ oder auch als der „Vampir von London“ bekannt.
Er tötete im Wesentlichen aus Habgier sechs Menschen und löste die Leichname in einem Behälter mit Schwefelsäure auf.

## Früheres Leben
John Haigh wurde von seinen Eltern, die Mitglieder der Brüderbewegung waren, streng religiös erzogen. Aufgrund seiner Fähigkeiten erhielt er ein Stipendium für die Oberschule in Wakefield und gewann ein weiteres Stipendium als Sängerknabe von der Kathedrale in Wakefield.
Später arbeitete er zunächst als Verkäufer. Er konnte sich gewählt ausdrücken und kleidete sich gern gepflegt. 1934 heiratete er Beatrice Hamer. Als er im November desselben Jahres wegen Betruges festgenommen wurde, ging die Beziehung bereits nach kurzer Zeit in die Brüche. Auch in den Folgejahren schlug sich Haigh mit kriminellen Machenschaften durchs Leben. 1936 arbeitete er für den Geschäftsmann W. D. McSwan als Sekretär und Chauffeur. Ein Jahr später wurde er erneut wegen Betruges verurteilt, diesmal zu vier Jahren Gefängnis. Durch den Beginn des Zweiten Weltkrieges wurden viele Straftäter, die nicht wegen Straftaten gegen Leib und Leben verurteilt wurden, vorzeitig entlassen. So wurde auch Haigh 1940 wieder aus dem Gefängnis entlassen. Erneut betätigte er sich mit kleineren Betrügereien. Mit seiner Beute war es ihm 1943 sogar möglich, sich im gehobeneren Onslow Court Hotel in South Kensington, London einzuquartieren.

## Die Morde
1944 mietete sich Haigh ein kleines Arbeitszimmer im Untergeschoss eines Hauses in Kensington. Dort arbeitete er angeblich an seinen Erfindungen. Am 9. September 1944 lockte er Donald McSwan, den Sohn seines früheren Arbeitgebers, in dieses Arbeitszimmer und tötete ihn dort. Haigh hatte die Tat gut vorbereitet. Nachdem er sein Opfer bewusstlos geschlagen hatte, löste er den Körper in einem Bad aus Schwefelsäure auf. Die restliche Säure kippte er in den Abwasserkanal im Keller. Im Hof hinter dem Gebäude verteilte er die zähflüssigen Rückstände. Danach übertrug er sich mit gefälschten Papieren den Besitz von Donald McSwan.
Die Eltern von Donald McSwan machten sich nach einiger Zeit aufgrund des plötzlichen Verschwindens ihres Sohnes Sorgen. Haigh beruhigte sie mit der Behauptung, Donald McSwan habe sich versteckt, um sich der Einberufung in die Armee zu entziehen. Die McSwans glaubten ihm und nahmen sogar eine Einladung in sein Arbeitszimmer an. Dort tötete Haigh 1945 auch diese beiden auf die gleiche Art wie ihren Sohn. Danach schrieb er gefälschte handschriftliche Nachrichten an die Angestellten, Verwandten und Freunde der McSwans mit dem Inhalt, dass diese in ein entferntes Land gezogen seien und er ihre geschäftlichen Angelegenheiten besorgen solle. Dadurch eignete sich Haigh die umfangreichen Besitztümer der McSwans an, verlor das beträchtliche Vermögen aber wieder durch Glücksspiel.
Haigh benötigte daher weiteres Geld und fand im wohlhabenden Rentnerehepaar Dr. Archibald und Rosalie Henderson seine nächsten Opfer. Die Hendersons boten im August 1947 ein Haus in Ladbroke Grove zum Verkauf an. Haigh begann mit ihnen zu verhandeln und gab letztendlich vor, aufgrund eines schiefgegangenen Geschäfts das Haus nicht sofort erwerben zu können. Zwischen ihm und den Hendersons entstand eine freundschaftliche Beziehung. Auf diese Weise gelang es Haigh am 12. Februar 1948, auch Archibald Henderson in sein Arbeitszimmer zu locken. Dort tötete er sein Opfer mit einem Kopfschuss und löste auch dessen Leichnam in einem Säurebad auf. Anschließend kehrte er zu Rosalie Henderson zurück und teilte ihr mit, dass sich ihr Ehemann unwohl fühle und nach ihr verlangte. Rosalie Henderson begleitete Haigh zu seinem Arbeitszimmer und verlor auf die gleiche Weise ihr Leben. Auch in diesem Fall ließ er die Angestellten, Verwandten und Freunde der Hendersons durch gefälschte Nachrichten im falschen Glauben und eignete sich das beträchtliche Vermögen seiner Opfer an. Wie zuvor verlor er auch dieses Mal das Vermögen durch Glücksspiel.
1949 war Haigh überschuldet und suchte nach einem neuen Opfer, das er im Restaurant des von ihm bewohnten Onslow Court Hotels fand. Dort traf er wiederholt zur Essenszeit die wohlhabende verwitwete Rentnerin Henrietta Helen Olivia Robarts Durand-Deacon. Die 69-jährige Dame glaubte, Haigh sei ein Geschäftsmann. Als erfolgreicher Verkäufer sollte er für ihre Idee zur Herstellung von Fingernägeln aus Kunststoff werben. Haigh schlug vor, diese Idee in seinem Arbeitszimmer zu besprechen, und lockte Henrietta Durand-Deacon auf diese Weise am 18. Februar 1949 dorthin. Wie bei seinen vorherigen Morden schoss er seinem Opfer von hinten in den Kopf und löste den Leichnam in einem Säurebad auf. Später berichtete er, dass er die anstrengende Arbeit sogar durch eine Essenspause unterbrochen habe.

## Entdeckung
Durch diesen letzten Mord konnte Haigh nur verhältnismäßig wenig Geld erlangen, das allenfalls zur Begleichung einiger Schulden reichte. Er hielt daher weiter Ausschau nach potentiellen Opfern. Zugleich machte er sich jedoch Sorgen darum, dass das Verschwinden Durand-Deacons in einem zu engen Zusammenhang mit seinem Wohnsitz im Onslow Court Hotel stand. Um nicht selbst nach Durand-Deacon gefragt zu werden, erkundigte er sich scheinheilig bei deren Freundin, der Rentnerin Constance Lane, die ebenfalls im Onslow Court Hotel wohnte. Unerwarteterweise bekam er zur Antwort, dass Lane davon ausging, Durand-Deacon sei mit ihm zu seinem Arbeitszimmer gegangen. Haigh dementierte dies. Am nächsten Morgen fragte er erneut bei Lane nach. Sie äußerte, dass Durand-Deacon noch immer verschwunden sei und sie daher beabsichtige, zur Polizei zu gehen, um eine Vermisstenanzeige zu machen. Haigh bot ihr an, sie zu begleiten.
In der Polizeidienststelle bemerkte ein Polizist John Haigh und überprüfte entsprechende Einträge über ihn. Seine strafrechtlichen Einträge machten die Polizisten argwöhnisch und Haigh wurde am 28. Februar 1949 von der Polizei vernommen. Zunächst bestritt er, etwas mit dem Verschwinden Durand-Deacons zu tun zu haben. Die Polizei durchsuchte sein Arbeitszimmer und seine Räumlichkeiten im Hotel. Im Arbeitszimmer entdeckte sie die Überreste Durand-Deacons, die für eine Identifizierung ausreichend waren. Neben mehreren Pfund menschlichen Fettes, die auf dem Hof hinter dem Gebäude verteilt waren, entdeckte die Polizei u. a. teilweise zersetzte Knochen eines menschlichen Fußes. Anhand der gefundenen Knochen konnte festgestellt werden, dass sie von einer weiblichen Person stammten. Zudem fand man u. a. die Kunststoffhandtasche Durand-Deacons, Zahnprothesen und menschliche Gallensteine, die von der Säure nicht zersetzt wurden.
Haigh war unvorsichtig gewesen und hatte in seinem Arbeitszimmer und Hotelzimmer eindeutige Spuren hinterlassen. Unter anderem fand man sein Tagebuch, in dem er kurz auf seine Morde einging. Zudem fand man im Hotelzimmer Beutestücke aus dem Besitz der McSwans.

## Gerichtsverfahren und Verurteilung
Als Haigh mit den Entdeckungen der Polizei konfrontiert wurde, gestand er die Tötung Durand-Deacons und die anschließende Auflösung des Leichnams in einem Säurebad ein. Allerdings war er der Auffassung, dass die Polizei ihm einen Mord nicht beweisen könne, wenn es keinen Leichnam gebe. Haigh unterlag offensichtlich einem Irrtum bei der wortwörtlichen Interpretation des Gesetzes.
Er wurde wegen Mordes an Henrietta Durand-Deacon angeklagt und am 18. Juli 1949 vor Gericht gestellt. Den Vorsitz hatte Richter Travers Humphreys, als Staatsanwalt trat Sir Henry Shawcross auf. Als Verteidiger wurde David Maxwell bestellt. Haigh versuchte, sich als geisteskrank darzustellen, um anstatt in ein Gefängnis in ein psychiatrisches Krankenhaus zu kommen, von wo er gegebenenfalls leichter entfliehen konnte. In langen und detaillierten Ausführungen legte er seine Lust nach Blut dar und behauptete, von jedem seiner Opfer ein Glas Blut getrunken zu haben, bevor er deren Leichname in einem Säurebad auflöste. Zudem verhielt er sich wie ein vermeintlich Geisteskranker. Ein psychiatrisches Gutachten bestätigte zwar Geisteskrankheiten bei Haigh, jedoch kam das Gericht zur Überzeugung, dass er sich des Unrechts seiner Taten bewusst und damit zurechnungsfähig im Sinne des Gesetzes war. Haigh wurde wegen Mordes zum Tode verurteilt.
In der Zeit, in der er auf seine Hinrichtung wartete, schrieb er seine Memoiren und behauptete darin, durch die fanatische Religiosität seiner Eltern zu seinen Taten getrieben worden zu sein. Man geht jedoch davon aus, dass Haigh damit noch immer versuchte, als geisteskrank anerkannt zu werden und in ein psychiatrisches Krankenhaus zu kommen.
Am 10. August 1949 wurde John Haigh im Gefängnis von Wandsworth im Süden von London durch den leitenden Henker Albert Pierrepoint gehängt.

## Sonstiges
Viele Zeitungen erreichten im Zuge dieses Falls neue Auflagenrekorde. In den vielfach unsachlichen und ausufernden Berichten erhielt Haigh aufgrund seiner Taten und Darstellungen die Spitznamen „Der Vampir von London“ und „Säurebadmörder“.
Haigh wird oft mit dem französischen Serienmörder Marcel Petiot verglichen. Zudem ist es möglich, dass er von den Taten des Franzosen Georges-Alexandre Sarrejani hörte, der 1925 mit ähnlichen Methoden wie Haigh die Leichname seiner Opfer verschwinden ließ.